# 葉狀體

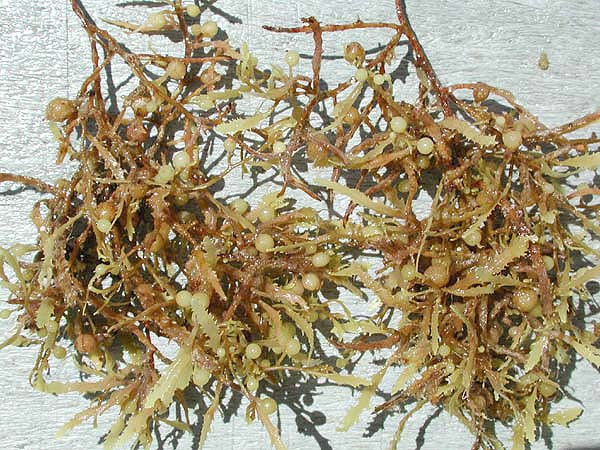
馬尾藻的葉狀體

葉狀體是包括藻類、真菌及一些苔綱、地衣和黏菌亞綱有機體未分化的營養組織。這些生物原先統稱葉狀體植物。葉狀體通常是一個多細胞的不移動的有機體的整體。 儘管葉狀體植物並沒有組織的或分開的部份（例如葉子、根系和莖），但他們可能亦有功能類似的結構。